# Замок Бука
Замок Бука (грецька: Κάστρο της Μπούκας)  — османський замок, побудований в 1478 р. в місті Превеза, Греція, для контролю над Амбракійською затокою.

## Історія
Замок був побудований османами в 1478 році, через п’ятнадцять років після їх остаточної окупації регіону Превези.  Небезпека будівництва замку для Венеційської республіки в гирлі Амбракійської затоки було визнано графом Кефалонії Леонардо III Токко листі, написаному 31 березня 1478 р. Через це він направив до Венеції свого родича Богордо ді Токо, щоб попросити допомоги. У цьому листі замок згадується як "castello ala bucca delo gulfo" ("замок у гирлі / вході в затоку").
Для того, щоб відвернути неминучу небезпеку із Заходу османи укріпили замок у 1486–1487 роках, а також у 1495 р. Також він був покращений у 1530 та 1533 роках, під час правління султана Сулеймана І Пишного, а також у 1684 р., після першого захоплення замку венеційцями. 
Коли великий османський мандрівник Евлія Шелебі відвідав Превезу, близько 1670 року, він описав Буку як замок, який охороняє гарнізон у 250 солдатів, з вузькими вулицями де розташовано близько 100 маленьких будинків без садів, а також мечеть, побудована султаном Сулейманом I. Поза стінами замку було 300 великих будинків з садами та базар із 100 магазинами.

### Руйнування замку
Перш ніж віддати регіон османам відповідно до положень Карловицького конгресу замок був підірваний венеційцями в 1701 р. Замок підривали протягом тридцяти днів, що зафіксовано в звіті Даніеля Дольфіна IV, написаного  22 серпня 1701 р. Відразу після знесення замку Бука та передачі Превези османи розпочали будівництво великого замку. Нова твердиня була побудована в кілометрі на північ від зруйнованого замку, на відстані гарматного пострілу від нього, і він нині відомий як Замок святого Андрія (його назва за пізніх османських часів була Iç Kale). Для будівництва замку Святого Андрія та ще одного замку в Перевезах — замку Святого Георгія використано будівельні матеріали із Замку Бука.
Замок Бука стояв на місці, яке сьогодні називається "Паліосарага" (Παλιοσάραγα, "Старий Сераліо"). На рештках замку на початку 1810-х років було побудовано літню резиденцію Алі-паші Тепелєнського. Після звільнення Превези грецькою армією в 1912 році на місці замку розташовувався підрозділ для забезпечення армії. Сьогодні залишків замку Бука дуже мало, незважаючи на те, що місце взагалі не було забудоване.

## Галерея

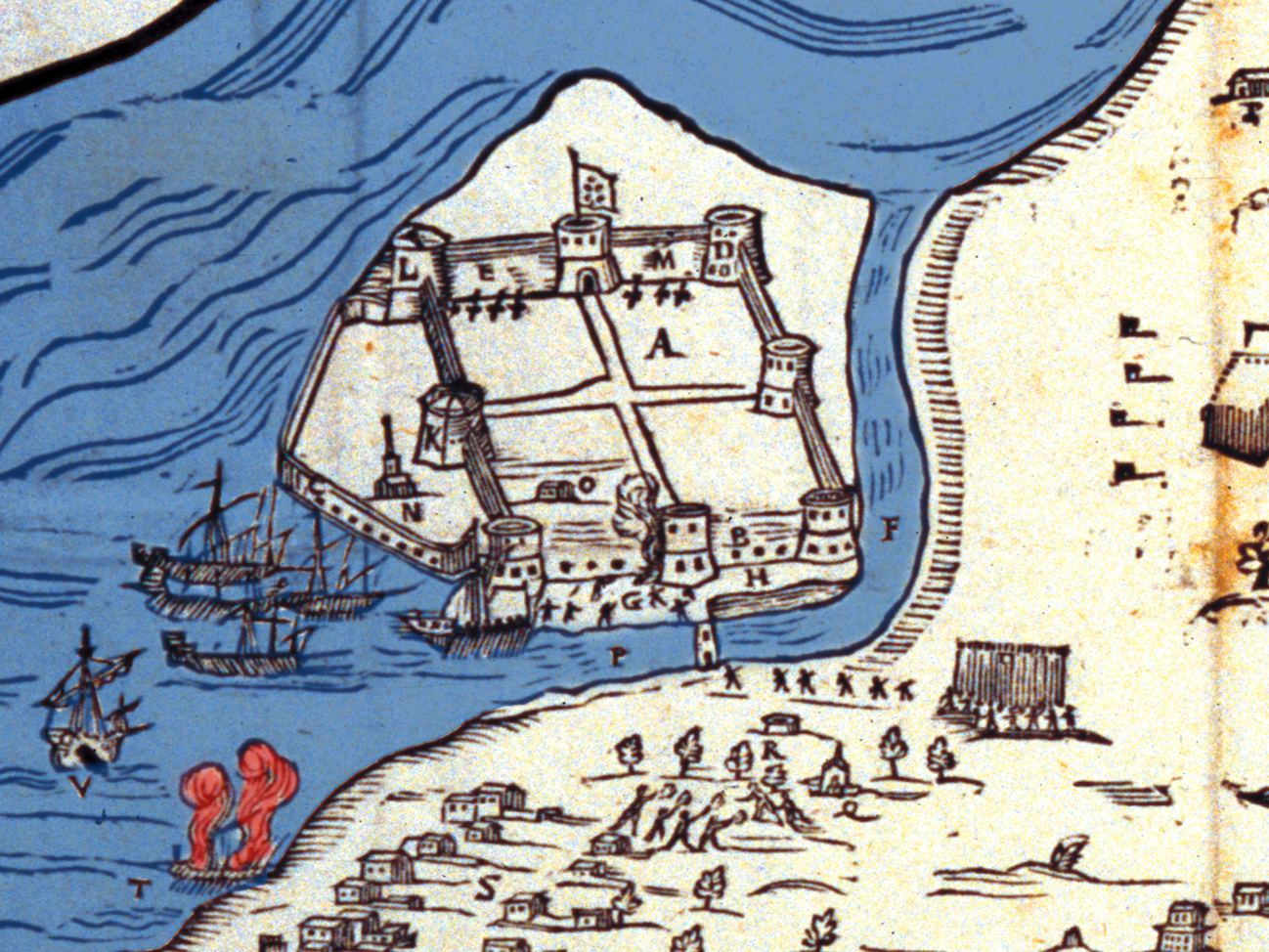
Зображення замку 1605 р.
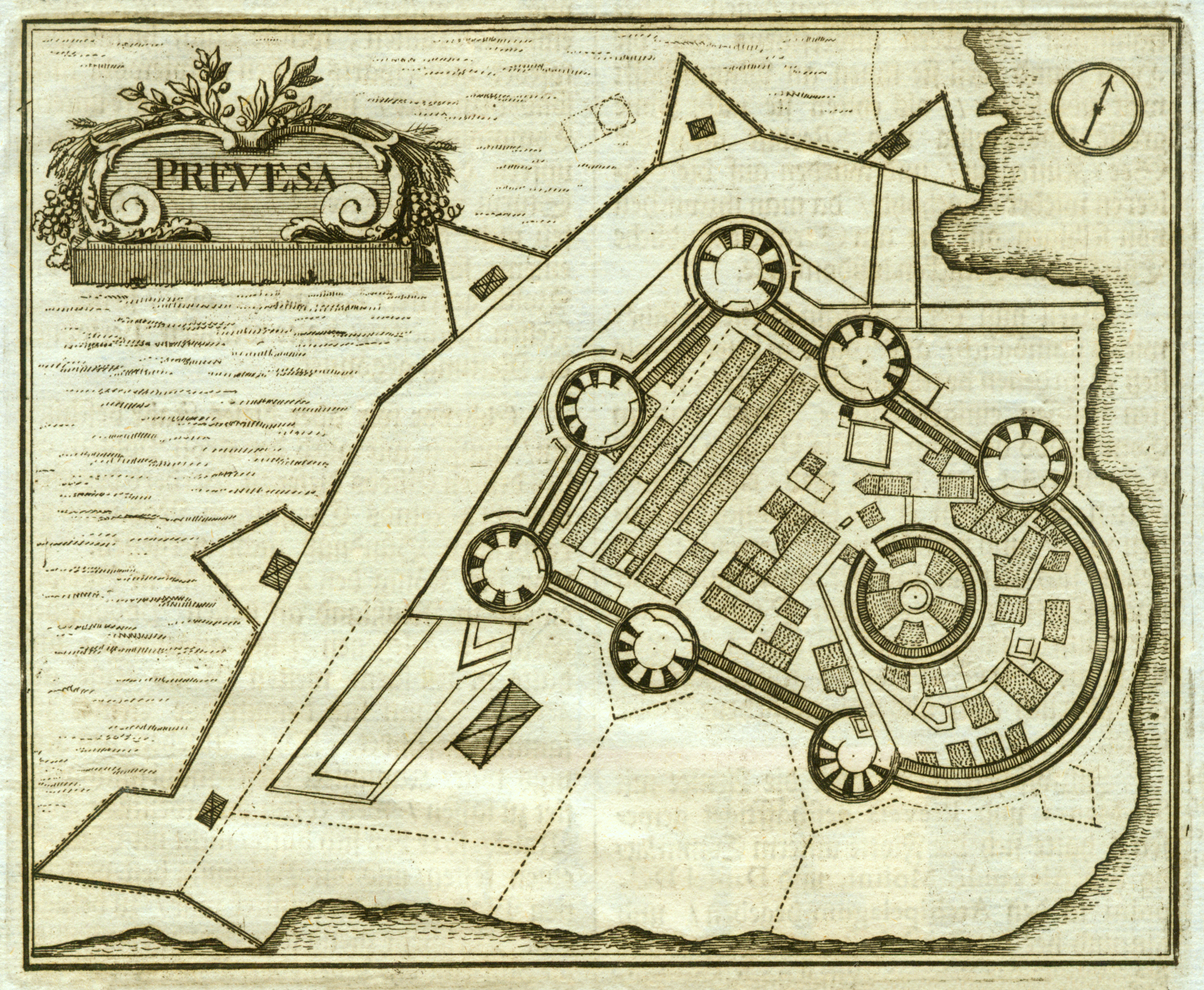
План замку
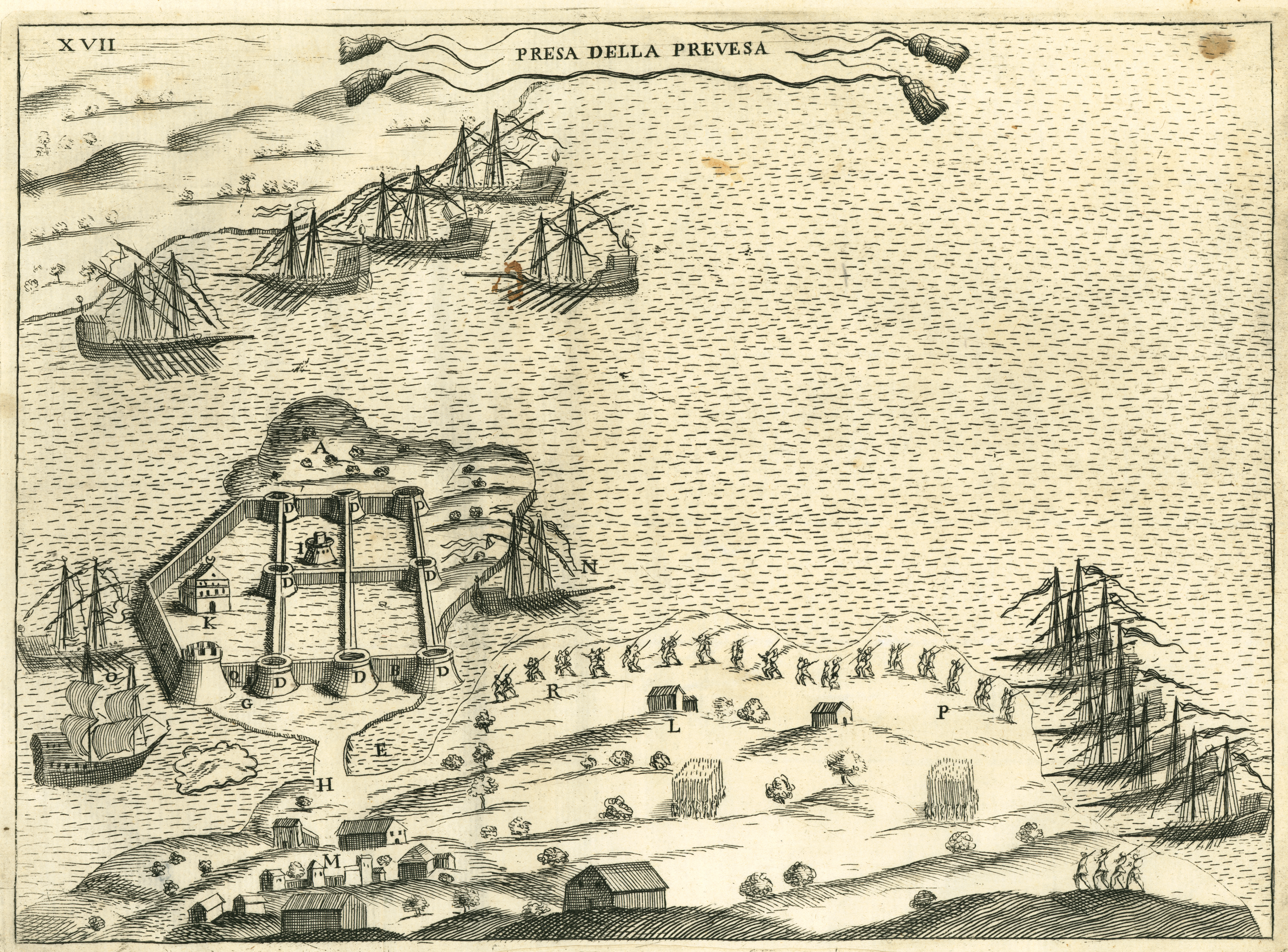
Зображення замку 1605 р.
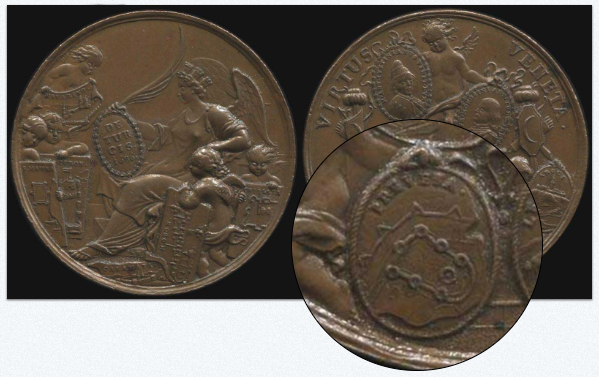
Венеційська бронзова медаль 1686 року

## Див також
- Замок святого Андрія
- Замок святого Георгія
- Замок Рогой